# Giffou
Der Giffou ist ein Fluss in Frankreich, der im Département Aveyron in der Region Okzitanien verläuft. Er entspringt westlich von Villefranche-de-Panat an der Gemeindegrenze zu Lestrade-et-Thouels, entwässert rund die Hälfte seines Laufes nach Südwest bis West, schwenkt dann auf West bis Nordwest und mündet nach 46 Kilometern beim Ort Castelpers im Gemeindegebiet von Saint-Just-sur-Viaur als linker Nebenfluss in den Céor.

## Orte am Fluss
Der Fluss durchquert ein wenig besiedeltes Gebiet, sodass nur wenige nennenswerte Ansiedlungen am Fluss zu finden sind. Es sind dies:
- Lédergues
- Castelpers, Gemeinde Saint-Just-sur-Viaur